# Peter Watson (journaliste)
 (décembre 2024).
Si vous disposez d'ouvrages ou d'articles de référence ou si vous connaissez des sites web de qualité traitant du thème abordé ici, merci de compléter l'article en donnant les références utiles à sa vérifiabilité et en les liant à la section « Notes et références ».
Pour les articles homonymes, voir Watson.
Peter Frank Patrick Watson (né le 23 avril 1943 à Birmingham) est un journaliste, historien culturel et de l'art, psychologue et auteur de romans policiers britannique.
Watson a étudié à Durham (B.Sc., diplôme obtenu en 1964, et Prix de psychologie de l’université en 1961), à Londres (Ph.D. en 1967) et à Rome (diplôme en musique en 1965). De 1966 à 1968, il a effectué un stage à la Tavistock Clinic. Ensuite, il a travaillé comme journaliste, occupant le poste de rédacteur en chef adjoint de New Society (de 1970 à 1973), puis au Sunday Times (membre de l'équipe « Insight » et rédacteur adjoint de 1977 à 1980). Entre 1980 et 1981, il a été chroniqueur, et en 1981/82 correspondant à New York pour The Times. Il a également écrit pour le New York Times, The Observer, Punch et The Spectator.
Les sujets qu'il abordait dans ses écrits incluaient notamment le marché de l’art et les vols d'œuvres d'art. Il a écrit un livre intitulé Double Dealer, qui a été adapté en téléfilm et a reçu le Gold Dagger Award en 1983. Certains de ses romans policiers se déroulent dans le milieu de l’art, comme Landscape of Lies (où des indices mènent à un trésor caché dans un tableau de la Renaissance anglaise) ou Stones of Treason (qui traite d'un chantage autour de la restitution des fragments de la frise du Parthénon au British Museum).

Watson a également écrit une biographie de Rudolf Noureev, ainsi que des ouvrages sur le marché de l’art, la maison de vente Sotheby’s, le vol d’art, l’histoire de l’art, les jumeaux, la mort d’Hitler, la guerre psychologique, et des livres sur l’histoire culturelle générale.
Depuis 1997, il est chercheur au McDonald Institute for Archaeological Research de l’Université de Cambridge. Il vit entre Londres et la France.

## Œuvres principales
Livres de non-fiction
- Psychology and Race, Penguin 1973 (éditeur)
- War on the Mind: the Military Uses and Abuses of Psychology, Basic Books und Hutchinson, Londres 1978
- Twins - an uncanny relationship. An Investigation into the Strange Coincidences in the Lives of Separated Twins, Contemporary Books 1983
- The Caravaggio Conspiracy: how five art dealers, four policemen, three picture restorers, two auction houses, and a journalist plotted to recover some of the world’s most beautiful stolen paintings, Doubleday 1984 (également publié comme Double Dealer en 1983)
- Wisdom and Strength, the Biography of a Renaissance Masterpiece, Doubleday 1989, Hutchinson 1990 (le tableau éponyme de Paolo Veronese, aujourd'hui dans la Frick Collection, et ses propriétaires au fil du temps)
- From Manet to Manhattan – the rise of the modern art market, Random House 1992
- avec Ada Petrova : The Death of Hitler – the full story with new evidence from secret Russian archives, Norton & Company 1995
- Sotheby’s – the inside story, Random House, Bloomsbury 1997
- Nurejew – a biography, Londres, Hodder and Stoughton 1994
- The Modern Mind: An Intellectual History of the 20th Century, Harper Perennial 2001
- Ideas: a history of thought and invention from Fire to Freud, Orion 2006
- avec Cecilia Todeschini : The Medici Conspiracy: The Illicit Journey of Looted Antiquities—From Italy’s Tomb Raiders to the World’s Greatest Museums, Perseus Books 2006
- The German Genius: Europe’s Third Renaissance, the Second Scientific Revolution and the Twentieth Century. Harper 2010  (ISBN 0-06-076022-2) (traduit en allemand Der deutsche Genius: Eine Geistes- und Kulturgeschichte von Bach bis Benedikt XVI. C. Bertelsmann 2010  (ISBN 3-570-01085-6))
- The Age of Nothing: How We Have Sought to Live Since the Death of God. Simon & Schuster, New-York 2014  (ISBN 1-4767-5431-4)
- Convergence: The Deepest Idea in the Universe. New-York: Simon & Schuster 2016
- Fallout: Conspiracy, Cover-Up and the Deceitful Case for the Atom Bomb. New-York: Simon & Schuster 2018
- The French Mind: 400 Years of Romance, Revolution and Renewal. New-York: Simon & Schuster 2022  (ISBN 9781471128974)

Romans policiers
- The Nazi’s Wife, Doubleday 1985
- Crusade, 1988
- Landscape of Lies, 1989
- Stones of Treason, 1991
- Capo, Londres, Richard Cohen Books 1993
- The Stalin Picasso, Richard Cohen Books 1997

Romans
- Nothing is an Accident, Outskirts Press 2007